# Paolo Fabricatore
Paolo Fabricatore (Roma, 3 maggio 1949) è un ex arbitro di calcio italiano.

## Carriera
Arbitro dal 1969, dopo undici anni di direzioni nella Lega Dilettanti, scalata fino alla Serie D, nel 1980 passa a disposizione della C.A.N. dirigendo nei campionati di Serie C1 e C2. Nel 1985 è promosso in Serie B; la prima direzione nel campionato cadetto avviene ad Arezzo il 15 settembre 1985 nell'incontro Arezzo-Catanzaro terminato 1-1. In otto stagioni conta 56 direzioni di gara in Serie A, 88 in Serie B e 27 direzioni in Coppa Italia. Ha esordito nella massima serie all'età di 36 anni, durante la stagione 1985-1986, il 13 aprile 1986 dirigendo la partita Como-Lecce (2-0). Ha chiuso la carriera di arbitro nel 1993. La sua ultima direzione in Serie A è stata in Foggia-Cagliari del 30 maggio 1993, terminata 1-1. 
Smesso di arbitrare ha assunto la qualifica di osservatore arbitrale con il compito di selezione giovani arbitri, assumendo successivamente il ruolo di procuratore arbitrale, che ricoprì fino al 1999. Dal 2008 diventa Rappresentante AIA nella Commissione Disciplinare Nazionale della FIGC. Nel 2013 è stato insignito con la Stella di Bronzo del CONI al merito sportivo.